# 僕の歩く道
『僕の歩く道』（ぼくのあるくみち）は、2006年10月10日から12月19日まで毎週火曜日 22:00 - 22:54に、関西テレビと共同テレビの共同制作によりフジテレビ系の「火曜22時枠」で放送された日本のテレビドラマ。ワンセグにて連動データ放送を行っていた。

## 概要
主演はSMAPの草彅剛で、『僕の生きる道』（2003年冬季）『僕と彼女と彼女の生きる道』（2004年冬季）に続く橋部敦子脚本の“僕シリーズ3部作”の完結作である。
なお、“僕シリーズ”としては草彅の他、小日向文世と大杉漣、浅野和之も3部作全ての登場、長山藍子は3部作の2作目『僕と彼女と彼女の生きる道』からの続投となる。また、発達障害者（自閉症）を題材としたストーリーであることから、公式ページには放送前からさまざまな意見が寄せられていた。
放送中にも前2作同様に同じような境遇の人々から多くの書き込みがあり、特に第5話における自閉症における結婚の問題などは多くの意見が寄せられた。
また、前2作とは話の連続性がなく独立している。本作のキャッチフレーズは「Everybody is perfect」「生んでくれてありがとう」「障害だって、個性といえる世の中になってほしい」「カレーはやっぱりチキンカレー」を掲げている。テーマは「純粋」。

## あらすじ
主人公の大竹輝明は先天的な障害により、10歳程度の知能までしか発達しなかった31歳の自閉症の青年。家族は、母の里江と妹のりなの3人暮らしだが、二世帯住宅の家に、輝明の兄・秀治の家族も住んでいる。輝明は、幼なじみで、動物園の獣医師である松田都古に動物園の飼育係をやってみないかと勧められ、動物園で働くことになった。物語は、輝明の純粋かつ直向きに生きる姿を描く。

## 登場人物

### 主要人物
大竹 輝明〈32〉
演 - 草彅剛（SMAP）（少年時代：熊谷知博）
主人公。「自閉症」という先天的な脳障害があり、10歳児程度の知能までしか発達しなかった32歳の青年である。人とのコミュニケーションがうまくとれないうえに周囲の無理解や差別的な扱いが原因で、やる気はあるのにひとつの仕事を続けることができないでいた。幼なじみの都古の勧めにより、動物園で試しに2週間働く事になる。
発達障害の特徴として、「黄色を好み毎日黄色い何かを身につけている」、「カレーはチキン入り以外は食べない」、「毎日1枚ずつ都古へ手紙を出し、その文面は書き始めから書き終わりまでを3行で完結させる」、「特定の場所で自転車の鈴を鳴らす」「動物の餌のりんごは定規できっちり2cmずつ切って並べる」といった強いこだわりをもつ。また、一部サヴァン症候群の傾向も見られ、「ツール・ド・フランスの歴代優勝者が言える」、「その日に何が起こっていたかを瞬時に思い出せる」、「電車の時刻表を覚える」といった記憶力に関する特徴もある。あまり親しくない人と目を合わせる事は苦手。「最近どう?」といった抽象的な会話や指示は何が答えなのか分からず対応出来ないため苦手だが、事前に具体的な指示や例があればきちんと対応出来る。大きな音や予想外の出来事でパニックを起こすことがある。パニックになると、ツール・ド・フランスの歴代優勝者を復唱する。また、チキンカレー以外のカレーが出ると、「カレーはやっぱりチキンカレー、カレーはやっぱりチキンカレー……」と復唱する。
誰よりも都古のことを理解しており、都古が幸せでなかった河原との結婚生活をあたかも幸せであるかのように装い、周りの人々も皆都古は幸せなのだと思っていた中、輝明だけは彼女の本当の気持ちを見抜いており、都古が輝明の家で夕食をとった次の日の手紙には「都古ちゃんが、元気じゃありませんでした」と書いている。
都古への手紙は、基本的に都古から返事の手紙をもらうことはないが、都古の退職後、気持ちが不安定になっていた時に、都古から輝明に手紙を書いた。以後輝明はこの手紙を励みにし、前向きに仕事に取り組んでいる。ロードバイクのレースに出場する際にも、気持ちを落ち着かせるために都古の手紙をお守りにしていた。
亀田からロードバイク選手の精神と技術を教わり、ついには自分の意思で40kmもの自転車レースを完走する。その後、亀田の言っていたロードレーサーにしか分からない何かをつかんだかのように自ら自立支援施設へ居住することを希望。「ありがとう」という名のグループホームへ移り住み、上手く溶け込んでいるようである。
松田（河原） 都古〈26〉
演 - 香里奈（少女時代：八木優希）
ヒロインで動物園の獣医師。輝明とは20年以上親しい幼馴染であり「テル」と呼ぶ。幼い頃からずっと輝明を守り、サポートし、周囲の理解を得ようとしている。料理が得意。少年時代の輝明が3人の少年にいじめられていた際は、「3人でいじめるなんて卑怯だ」と勇敢にも少年らに立ち向かい輝明を庇ったこともある。幼い頃は両親が不仲で兄弟もいない為にいつも一人ぼっちで、食事も母の手作りではなくジャンクフードばかりだった。
両親は1999年に離婚しており、母（ひがし由貴）とは何らかの確執がある様子。それでも河原の家を飛び出した際、母に心のよりどころを求めるもにべもない対応をされる。
獣医の河原と不倫中であったが、離婚した河原のプロポーズを受け結婚。動物園を退職、河原とともに動物病院で働く。しかし、自分の体裁を気にしすぎる河原との距離は次第に遠のき、孤独を感じるようになる。離婚させないためにマイホームや子どもを作ろうと言った河原に絶望し、ついに河原の家を飛び出す。自分にとって輝明が最も自分のことを理解してくれている大切な友人であることに気付き、河原と離婚して動物園に復職。輝明のグループホーム入りに際して親身に検討し、以後輝明とは最高の親友関係を保つようになった。輝明の手紙は全て捨てずに取ってあり、河原が輝明の手紙を破き馬鹿にした際には本気で河原に対し突っかかっていった。

### 大竹家
大竹 秀治〈38〉
演 - 佐々木蔵之介
輝明の兄であり真樹の夫。1994年に結婚。輝明は健常者と一緒の仕事をすべきではないと考えていた。本作における「一般的な差別的視線」をもつ人物。表面的は輝明に優しく接しているが、輝明が原因で小学生時代いじめに遭っていたり、輝明が問題を起こすたびに輝明の担任が彼に文句を言ったこともあり、心の中では輝明を邪魔者と思っている。その事から輝明がロードレースに出場を夢見ていた事を知った時は猛反対し、「家族が助けてくれると思うな！」と突き放した。しかし、邪魔者としか思っていなかった輝明がそんな自分に対しても感謝の意を持っていることに触れ、考え方を改めるようになり輝明と和解した。そしてロードレースの当日には、輝明に後押しする形でレースに送り出した。
息子の幸太郎から輝明について聞かれた際に輝明の特性を教え、輝明と打ち解けさせるきっかけを与えた。
大竹 りな〈21〉
演 - 本仮屋ユイカ
輝明の妹。大学3年生。ファッションや恋愛に関心を持つなど典型的な女子大生。両親の愛情のほとんどを輝明に持って行かれてしまったことに対して複雑な感情を抱いている。将来やりたいことをまだ見つけられずにいる。今では兄の良き理解者であるが、物心が付いた頃に輝明からお金をもらったことがあったらしいが、話の内容から幸太郎と同様に輝明の金銭管理能力が欠けている事を利用して手に入れたものと思われる。その為か輝明が誰にお金をあげたかを言わずに家族が分からずにいた時には真っ先に幸太郎が犯人と見抜いていた。自宅に連れて来るほどの仲の恋人がいる。
大竹 真樹〈40〉
演 - 森口瑤子
秀治の妻で輝明の義姉。息子の幸太郎を、将来東京大学に入学させることだけはとても熱心だった。しかし幸太郎が塾の試験でプレッシャーからかカンニングしてしまった際に厳しく叱責してしまい、逆に幸太郎から反発されてしまった。幸太郎が幼児のときに通っていた絵画教室での作品の中に「大好きなお母さん」と書かれた絵を見つけ、そこで見失っていた何かに気づいたようである。
本作における「極度の差別的視線」を持つ人物のひとり。
結婚時に「姑の容体に何かあった際には輝明を施設に預ける」という約束をしているなど、輝明のことを邪魔者としか思っていなかったが、息子のことについて輝明が口にした純粋な言葉がきっかけで最終回時点では多少考えを改め、輝明に対し感謝の意を持っているようである。
大竹 幸太郎〈11〉
演 - 須賀健太
真樹と秀治の息子であり、輝明の甥。絵が好きで上手く、輝明の動物園の告知ポスターを三浦の代わりに描いた事もある。母に言われるがまま、東京大学に入るためだけに生きているような生活をしていた。しかし塾の試験でカンニングしてしまった事で母に咎められて、以降塾を無断欠席していた。このことから母が考えを改めたことから、幼児のときに通っていた絵画教室にも再び通い始めるなど、心にゆとりができてきたようである。以前、叔父の輝明が金銭管理能力が欠けているのをいい事に、簡単に5000円をせしめ、その金をゲームセンターで使っていた。しかし後にそれがばれたため、輝明に毎月300円ずつ返すことを約束した（返却を完済寸前には母からの激励の言葉をかけられている）。父から輝明の特性について教えて貰ったことなどからその後輝明に対し関心を持つようになり、現在では自分から輝明と一緒にゲームをすることもあるなど、すっかり打ち解けた様子であり、輝明の良き理解者である。
大竹 里江〈65〉
演 - 長山藍子
輝明の母。輝明を溺愛しており、健常者と一緒の仕事をして欲しいと考えている。
輝明はいつまでも都古に頼るべきではないと考えている。夫は2003年に亡くなった。
輝明がロードレース出場を決意した際に、猛反対した秀治から突き放された輝明を擁護した。
自分の生きているうちは実家で輝明の面倒を見ようと考えるも、堀田医師の提案や都古の説得、そして輝明自らの意思もあり、輝明のロードレース完走後に彼をグループホームへ住まわせている。
輝明がグループホームに住むようになってからは、彼の帰宅を楽しみに待っているようである。

### 動物園
三浦 広之〈22〉
演 - 田中圭
動物園の若手飼育係。典型的な現代風の青年。室内でも帽子を被っている。輝明と一緒に仕事をするように命ぜられる。当初は輝明の独特の行動がなかなか理解できず困惑することが多く、輝明に反発していたが、次第に理解を示すようになり、時折輝明との独特の会話にも笑顔を見せるようになった。動物園の正式採用が見送られそうになった輝明の常人離れした記憶力にいち早く気付き、園長たちに進言。輝明の正式採用を手助けした。美術的なセンスは低く絵が下手。
古賀 年雄〈52〉
演 - 小日向文世
動物園のベテラン飼育係。自閉症者の輝明が同じ動物園で働く事や、自閉症と知っていながら輝明を採用した園長の方針に対しては否定的な考えを抱いていた。自分の息子・和彦（塩野魁土（少年時代）、浅利陽介（現在））が自閉症であり、それを認めることができなかったことが背景にある。和彦と一緒に遊んだことは一切なく、仕事中でないときも電話で「仕事中だ」と嘘をつくなどして和彦とは意図的に距離を置いていた。和彦が迷子になった際、放っておいたことが原因で妻（那須佐代子）と離婚する。息子と同じ自閉症の輝明に対しては無関心を装ってきたが、自ら少しずつ声をかけてくるようになり、輝明の指導員として新しい仕事も指導するようになった。今は輝明の能力を認めつつあり、輝明と一緒に働くことに対して以前ほどの不快感は持っていない。また息子と別れたことを後悔している。その後、動物園の体験学習を通じて18歳となった和彦とついに再会を果たすも、お互い親子を名乗れずじまいであったが和彦に仕事を丁寧に指導することが出来た。
久保 良介〈55〉
演 - 大杉漣
動物園の園長。派閥争いに敗れ現在の職についた。表向き動物への理解と愛情はあるように装っているが実際は全くなく、本社に戻ることだけを考えている。自閉症者の輝明を雇ったのも企業イメージを高めるために過ぎなかったが、本心では輝明に対して理解を示している。
輝明とのふれあいを通じて動物園での仕事に対しても本心から愛情を持つようになった矢先に本社への復帰が決定するが、動物園に残ろうとする。しかし飼育員総出の「本社にも動物への愛情がある人が必要である」という説得で本社に戻った。
青木 大輔
演 - 澤田俊輔
動物園の職員。
水野 楓
演 - 星野奈津子
動物園の職員。
高野常務
演 - 山田明郷
動物園本社の常務。動物園に視察に来た際に、輝明が自閉症とは知らずに動物の餌のりんごを定規で切ることを不思議がり定規を取り上げパニックを起こさせてしまうが、高野の誤解であったため後に輝明に謝罪し定規を返却した。

### その他
大石 千晶〈26〉
演 - MEGUMI
都古の親友のOL。未婚。輝明の手紙を紹介されるなど、都古とは親密な関係を持つ唯一の同世代の人間として描かれている。河原と都古の結婚式では、司会を務めるなど重要な役割を果たした。また都古が家を飛び出した時にも自分の家に来るように誘ったり、河原との離婚の際には都古の新居探しを協力するなど親身になって接していた。
河原 雅也〈32〉
演 - 葛山信吾
獣医。妻子がいるにも関わらず密かに都古と不倫していたが、結局都古と再婚した。何かと自分の体裁を気にし過ぎる性格で、前妻から離婚を切り出された際は、離婚経験者だと周囲に認識されるのが嫌で必死になって止めたという。都古との結婚生活でも前妻と同じ失敗をし、都古の宝物である輝明の手紙を馬鹿にしたりしていた。結局は都古とも離婚し、「バツイチ」から「バツニ」となった。前妻や都古のことを全く理解していなかった。
堀田 丈二〈39〉
演 - 加藤浩次（極楽とんぼ）
輝明の主治医であり、カウンセラー。輝明はもともと精神科医の父親から引き継いだ患者。冷静沈着で優秀な医師であり、真摯な態度で輝明に接するが、自転車で決まった道以外は走らないはずが、自分から知らない道に行ったりなど自分のデータにない行動をとる輝明に対して関心を示す。輝明以外にも里江やりなの相談に快く応じるなど、家族ぐるみの付き合いとなっている。そんな輝明の驚くべき成長を見てから彼を自立に向かって歩ませてはどうかという重要なアドバイスを差し伸べている。
亀田 達彦〈52〉
演 - 浅野和之
コーヒーショップのマスターで、ロードレーサーとしても活動している。愛用している自転車チネリの価格は60万円。最初は輝明を不審者のような目で見ていたが、次第に打ち解る。経営しているコーヒーショップに輝明を案内しようとしたこともあったが、当時の輝明の特徴の一つ「自転車で決まった道以外は走らない」ということを知らなかったために、途中で輝明を見失ってしまったこともある。輝明が新たな道を歩むようになる足がかりを作った本作における最重要人物の一人である。第9話でロードバイクを購入した輝明に乗り方を教え、ロードバイクに乗る者だけが味わえる感覚があるのだと伝えた。輝明が都古を自分の店に連れてきたときには女性に対するマナーなども教えており、ロードバイク以外に社交面などでも輝明の良き師匠であり友人となっているようである。
山本 武
演 - 滝直希
りなの恋人。

## スタッフ
- 脚本 - 橋部敦子
- 音楽 - 本間勇輔
- アソシエイトプロデューサー - 石原隆（フジテレビ）
- プロデューサー - 重松圭一（関西テレビ）、岩田祐二（共同テレビ）
- 協力 - バスク、フジアール、ベイシス、TMC、レモンスタジオ、ファン、明送
- 演出 - 星護、三宅喜重、河野圭太
- 制作 - 関西テレビ・共同テレビ
- 技術プロデューサー - 友部節子
- TD - 浅野仙夫
- 撮影 - 五木田智
- 照明 - 阿部慶治
- VE - 久米田俊裕
- 音声 - 金杉貴史
- 録画 - 浅香康介
- 編集 - 深澤佳文
- ライン編集 - 伊藤裕之
- 選曲 - 小堀博孝
- 音響効果 - 田代智恵、佐古伸一
- MA - 上杉春奈
- 技術プロデューサー補 - 名取佐斗史
- 美術プロデューサー - 杉川廣明
- 美術デザイナー - 柳川和央
- 美術進行 - 平川泰光
- 大道具 - 大地研之（制作 / 装置）、高沢幸治（操作）
- 建具 - 阿久津正巳
- 装飾 - 高橋寛
- 持道具 - 清水夕佳里
- コスチューム - 小平理恵
- ヘアメイク - 斎藤睦、永嶋麻子
- アクリル装飾 - 竹中大悟
- イルミネーション - 中園誠四郎
- 植木装飾 - 後藤健
- CG - 山崎吉広
- フードコーディネーター - 平田万里子
- 医事監修 - 西脇俊二
- 自転車競技指導 - 沼野康仁
- 編成 - 小杉大二（関西テレビ）、渋谷謙太郎（フジテレビ）
- 宣伝 - 山本真央美（関西テレビ）
- ホームページ制作 - 日下俊彦（関西テレビ）
- スチル - 伊藤尚
- スケジュール - 吉田使憲
- 演出補 - 小山田雅和
- 制作担当 - 竹井政章
- 制作主任 - 山田のぞみ
- 制作進行 - 田畑朱里
- 記録 - 柿崎徳子
- 記録担当 - 外川恵美子、手嶋優子、舘野弘子
- アシスタントプロデューサー - 豊福陽子（関西テレビ）
- 制作デスク - 沖野曜子
- プロデューサー補 - 加藤早苗

## 主題歌
- SMAP「ありがとう」

作詞・作曲:MORISHINS'/編曲:REO（ビクターエンタテインメント）

## 放送日程
| 各話                                                       | 放送日         | サブタイトル       | 演出     | 視聴率 |
| ---------------------------------------------------------- | -------------- | ------------------ | -------- | ------ |
| 第1話                                                      | 2006年10月10日 | 誰よりも純粋な男   | 星護     | 19.3%  |
| 第2話                                                      | 2006年10月17日 | 教えて本当の気持ち | 星護     | 16.4%  |
| 第3話                                                      | 2006年10月24日 | 約束と裏切り       | 三宅喜重 | 17.7%  |
| 第4話                                                      | 2006年10月31日 | 黄色い傘に降る涙   | 三宅喜重 | 18.2%  |
| 第5話                                                      | 2006年11月07日 | 結婚式の奇跡       | 河野圭太 | 17.9%  |
| 第6話                                                      | 2006年11月14日 | 失踪!悲しき夕焼け  | 三宅喜重 | 16.0%  |
| 第7話                                                      | 2006年11月21日 | はじめての反抗     | 河野圭太 | 15.9%  |
| 第8話                                                      | 2006年11月28日 | 偽りの心と真実の愛 | 三宅喜重 | 19.1%  |
| 第9話                                                      | 2006年12月05日 | 再会!助けて、テル  | 河野圭太 | 19.6%  |
| 第10話                                                     | 2006年12月12日 | 涙で、愛が見えない | 三宅喜重 | 20.1%  |
| 最終話                                                     | 2006年12月19日 | 僕は歩き続ける。   | 河野圭太 | 20.5%  |
| 平均視聴率 18.3%（視聴率は関東地区・ビデオリサーチ社調べ） |                |                    |          |        |

## 受賞歴
- 第51回ザテレビジョンドラマアカデミー賞[1]
  - 主演男優賞（草彅剛）
  - 助演女優賞（香里奈）
  - 脚本賞（橋部敦子）
- 第16回TV-LIFE年間ドラマ大賞[2]
  - 作品賞
  - 主演男優賞（草彅剛）
  - 助演女優賞（香里奈）
  - 脚本賞（橋部敦子）
  - 主題歌賞（SMAP『ありがとう』）

## PTAの評価
- 「親が子どもに見せたい番組」第4位
- 2006年度「子供とメディアに関する意識調査」（日本PTA全国協議会主催）

## その他
- ドラマの舞台は東京都世田谷区。主人公の輝明は世田谷区並木、都古は世田谷区東町（結婚後は横浜市青葉区に転居）に住んでいる。しかし特に世田谷区がロケ地に使われているというわけではなく、世田谷区には上記地名は存在しない。輝明が働く動物園は千葉市動物公園がロケ地。最終話で輝明が入居したグループホーム「ありがとう」も八王子市にあるが、やはりこれも八王子がロケ地というわけではない。
- 主人公の輝明は黄色に対して強いこだわりを見せていることから、公式サイトやmagabonはそれに倣い黄色をアクセントとして構成されている。
- 本作では随所に登場人物や視聴者へ向けた「ありがとう」のネタが隠されている。たとえば「お湯の温度は39度」（サンキュー）、などである。
- ロードレース用自転車の60万という価格は、本格的にレース用に使う自転車の価格としては一般的な価格帯であり飛び抜けて高い金額というわけではない。
- 都古役を演じた香里奈は2008年にTBS系列で主演を務めたドラマ『だいすき!!』では、知的障害役を演じており、千晶役を演じたMEGUMIと共演している。